# 新竹州庁

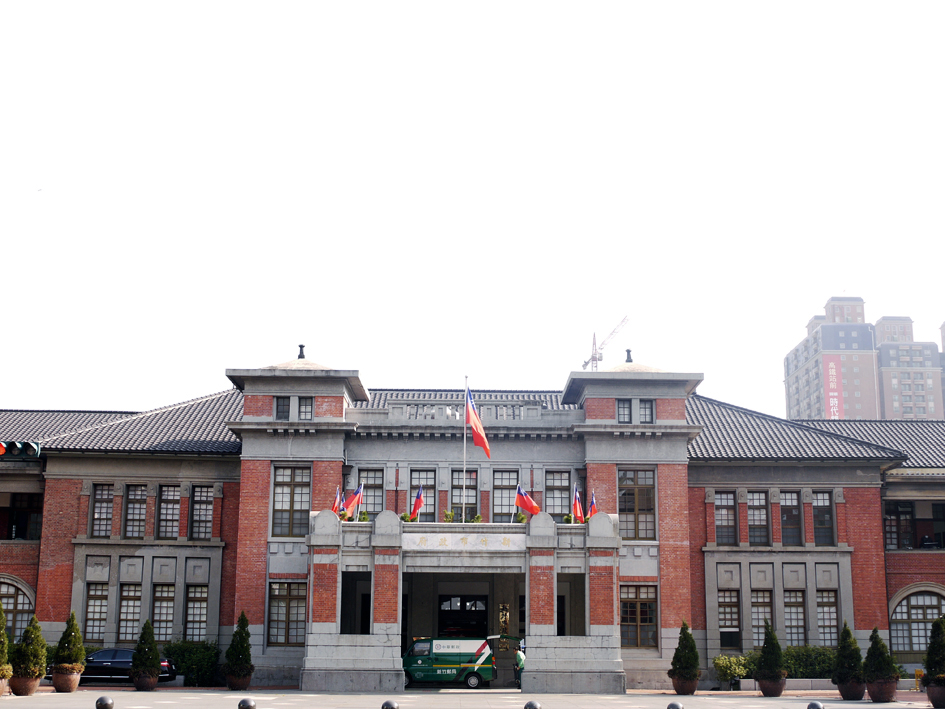
新竹州庁正面全景

新竹州庁（しんちくしゅうちょう、繁体字中国語: 新竹州廳）は台湾新竹市北区にある国定古蹟の一つで、かつて新竹州庁舎として使われた現新竹市政府庁舎の建築物。

## 概要
大正9年（1920年）、新竹庁が廃止され新竹州（現在の桃園市、新竹県、新竹市、苗栗県に跨るエリア）が発足し、その後急速な発展を遂げたため清朝時代のものを使っていた庁舎が手狭となり大正14年（1925年）に着工された。
2階建ての強化レンガ（赤レンガ）による西洋建築で、土台と横梁にはコンクリートが使われている。屋根部分は木造躯体に黒瓦を葺いた和洋折衷型に仕上がった。翌大正15年（1926年）12月4日に主要工程が完成し、州庁舎としての利用が始まる。翌昭和2年（1927年）11月27日に落成式典が開催された。昭和7年（1932年）には、入口部分が拡張された。第二次世界大戦中の1944年10月に空襲を受けて一部が損壊したが、すぐに修復されている。
1945年12月30日、台湾光復により新竹州は台湾省新竹県となり、旧州庁を県政府庁舎として接収。1945年1月28日、県政府は桃園に移転し、省轄市として新竹県から独立していた新竹市の市政府が旧州庁を庁舎とする。1950年10月25日、新竹市が県轄市となって新竹県に編入され、再度県政府庁舎として使われる。1982年7月1日、新竹市が省轄市に再昇格。
1989年7月、新竹県政府が竹北市に移転、旧州庁は新竹市政府庁舎として使われることになり現在に至る。1998年6月22日、国定古蹟指定公告。2000年より史跡保護事業が開始され、2005年に完了。修復を終えた現在では保存状態が良好な官公庁建築である。また台湾で重要かつ希少な古蹟の一つ。

## 周辺
- 新竹駅
- 新竹之心（迎曦門）（中国語版）
- 北門街商圈（中国語版）
- 巨城購物中心（中国語版）
- 新竹地方法院（中国語版）
- 新竹市役所（現・新竹市美術館）
- 兆豊国際商業銀行北新竹分行
- 台湾銀行新竹分行
- 林務局新竹林区管理処
- 中正路 (新竹市)（中国語版）（旧名驛前大道）